# Neostrengeria botti
Neostrengeria botti is een krabbensoort uit de familie van de Pseudothelphusidae. De wetenschappelijke naam van de soort is voor het eerst geldig gepubliceerd in 1978 door Rodríguez & Türkay.